# 景东府
景东府，元朝时设置的府。
至顺二年（1331年）置，治所在今云南省景东彝族自治县，属威楚路。辖境相当今云南省中部澜沧江以东，哀牢山以西，镇沅县以北至景东彝族自治县地。明朝洪武十五年（1382年）降为景东州，十七年复升为府，属云南布政司。清朝乾隆三十五年（1770年）改为景东直隶厅。 

## 延伸阅读
[在维基数据编辑]
 《欽定古今圖書集成·方輿彙編·職方典·景東府部》，出自陈梦雷《古今圖書集成》